# Alchemilla lapeyrousii
Alchemilla lapeyrousii é uma espécie de rosácea do gênero Alchemilla, pertencente à família Rosaceae.